# Омер Булудов
Омер Фуад огли Булудов (азерб. Ömər Fuad oğlu Buludov, нар. 15 грудня 1998, Агстафа, Азербайджан) — азербайджанський футболіст, захисник клубу «Нефтчі» та національної збірної Азербайджану.

## Клубна кар'єра
Омер Булудов народився у містечку Агстафа, що на півночі Азербайджану. З раннього дитинства почав займатися футболом.Свій перший професійний контракт Булудов підписав у 2016 році зі столичним клубом «Нефтчі». Але у першому сезоні він так і не зіграв у команді жодного матчу. Тільки починаючи з сезону 2018/19 Омер Булудов зміг закріпитися в основі.

## Збірна
У вересні 2019 року у товариському матчі проти команди Бахрейну Омер Булудов дебютував у складі національної збірної Азербайджану.